# Misericordia-moskee
De Misericordia-moskee is een moskee in de stad Catania in het oosten van het Italiaanse eiland Sicilië.

## Beschrijving
De moskee werd in december 2012 geopend door de lokale moslimgemeenschap van Sicilië, via geldinzamelingen. Dit is de grootste moskee in Zuid-Italië, gebouwd in een voormalig theater in een staat van verlatenheid, met een totaal van 400 m² verdeeld over drie verdiepingen met een maximumcapaciteit van 1.000 mensen.
De president van de Islamitische Gemeenschap van Sicilië en imam van de moskee is de Algerijn Kheit Abdelhafid, lid van de UCOII.
Het nieuwe gebouw vervangt de moskee in Via Calì, die niet meer geschikt was voor de moslimgemeenschap als gebedshuis.

## Activiteiten
Sinds de zomer van 2014 biedt de moskee, in samenwerking met de Siciliaanse Voedselbank, een kantineservice aan de meest behoeftige mensen in Catania en omgeving, waarmee maximaal 500 gezinnen worden ondersteund. De moskee organiseert ook een naschools programma voor Italiaanse en buitenlandse studenten in samenwerking met de Focolare-beweging, en andere activiteiten in samenwerking met de gemeenschap van Sant'Egidio en de diocesane Caritas van Catania.